# La Hougue Bie

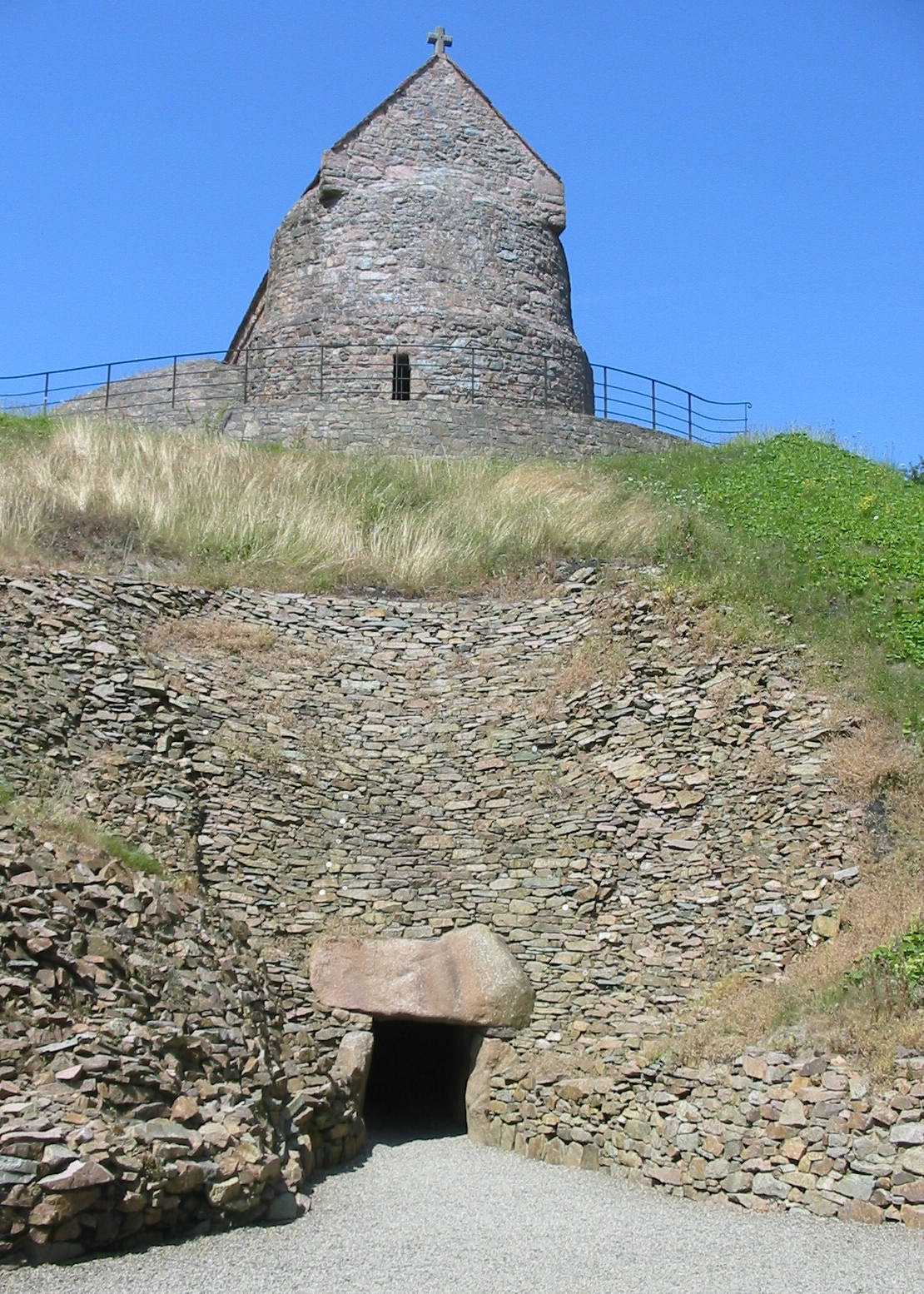
Wejście do grobowca z widoczną kaplicą na szczycie

La Hougue Bie – neolityczny grobowiec korytarzowy położony w parafii Grouville na wyspie Jersey.
Przykryty wielkim kurhanem o wysokości 12 m grobowiec został wzniesiony między 4000 a 3500 lat p.n.e. Od strony południowo-wschodniej znajduje się wejście, prowadzące długim korytarzem do komory grobowej o butelkowatym kształcie, z trzema przylegającymi komorami bocznymi. Wejście zorientowane jest w kierunku wschodzącego Słońca w dniu równonocy wiosennej. Na szczycie kurhanu znajduje się wzniesiona w okresie wczesnego średniowiecza kaplica Notre Dame de la Clarté wraz z dobudowaną do niej w XVI wieku kaplicą Jerusalem Chapel. W XVIII wieku obok kaplicy wzniesiono pseudogotycką wieżę widokową znaną pod nazwą Prince’ Tower lub La Tour D’Auvergne, w której później urządzono hotel. Gdy w latach 20. XX wieku teren przejęło La Société Jersiaise z misją przeprowadzania prac archeologicznych, wieżę rozebrano.
W komorze grobowej znajduje się kilka pionowo ustawionych kamieni, pełniących przypuszczalnie funkcje kultowe. Na jednej ze ścian przylegającej do niej od północy mniejszej komory wyryto 24 owalne otwory. W 1924 roku przeprowadzone zostały prace wykopaliskowe, w trakcie których archeolodzy dostali się do wnętrza kurhanu, wybijając tunel w zboczu. Podczas II wojny światowej, okupujący Wyspy Normandzkie Niemcy wydrążyli w kurhanie bunkier.

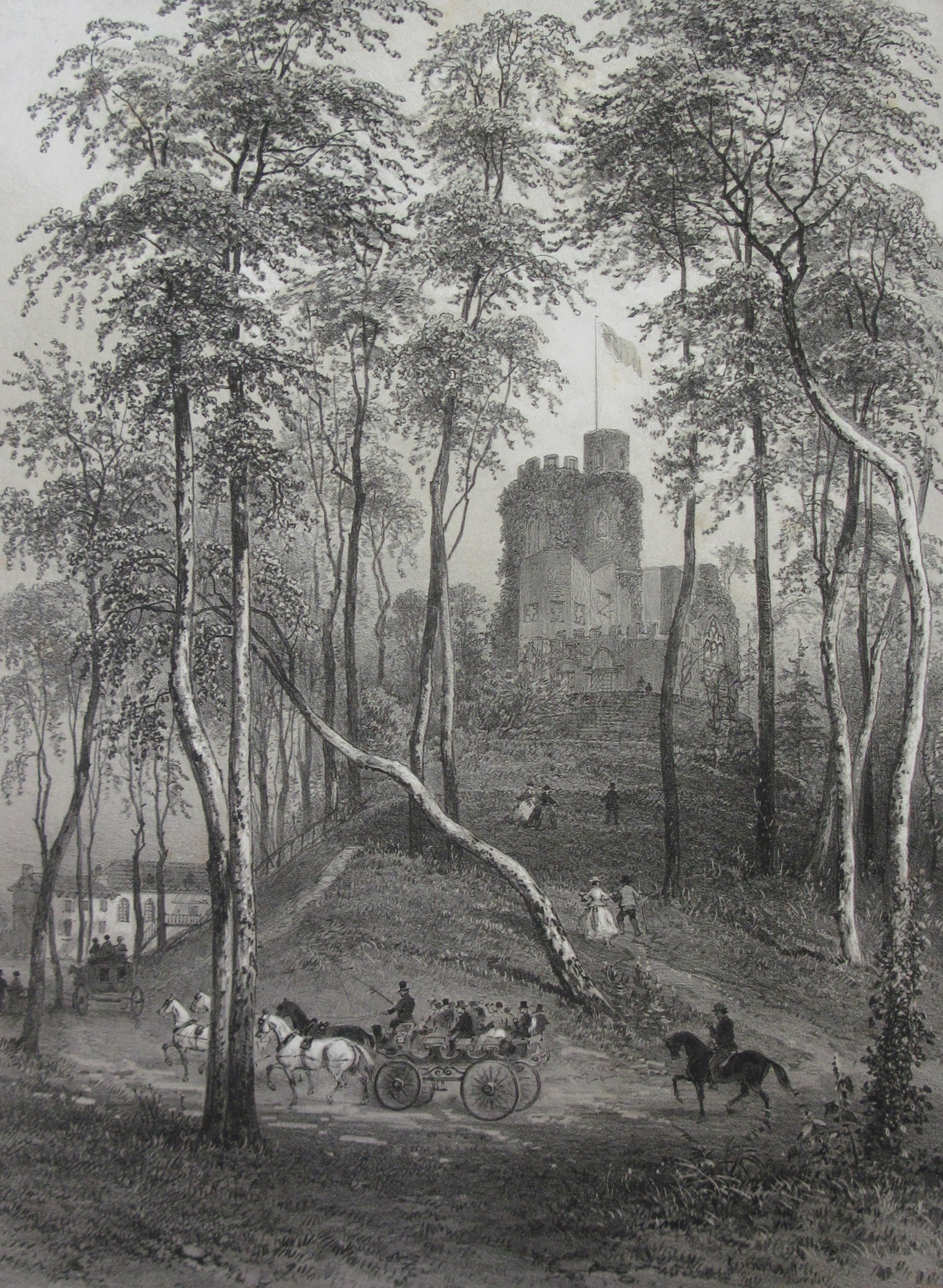
Rycina z epoki z widokiem nieistniejącej już wieży na szczycie kurhanu
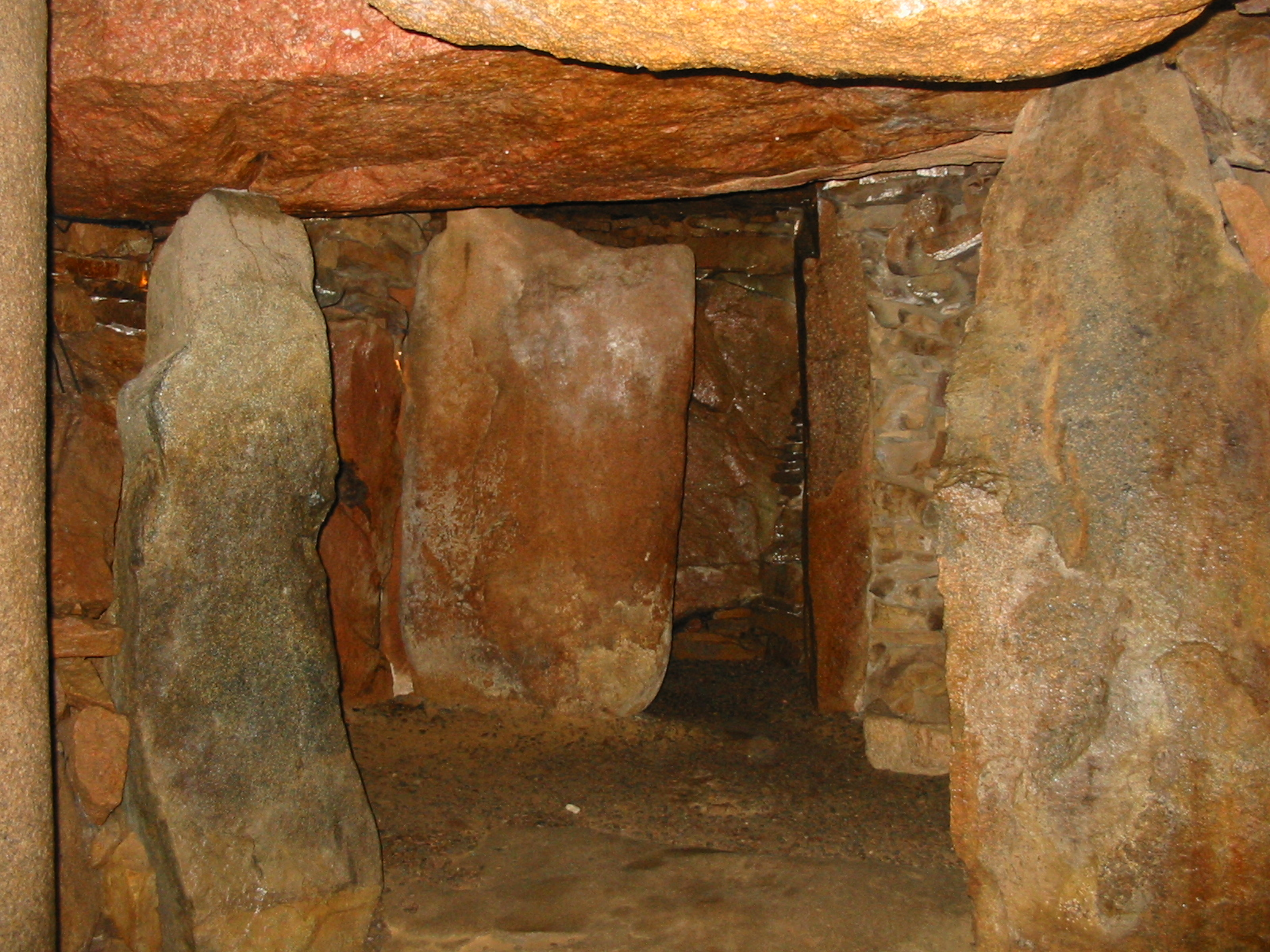
Kamienie we wnętrzu komory grobowej
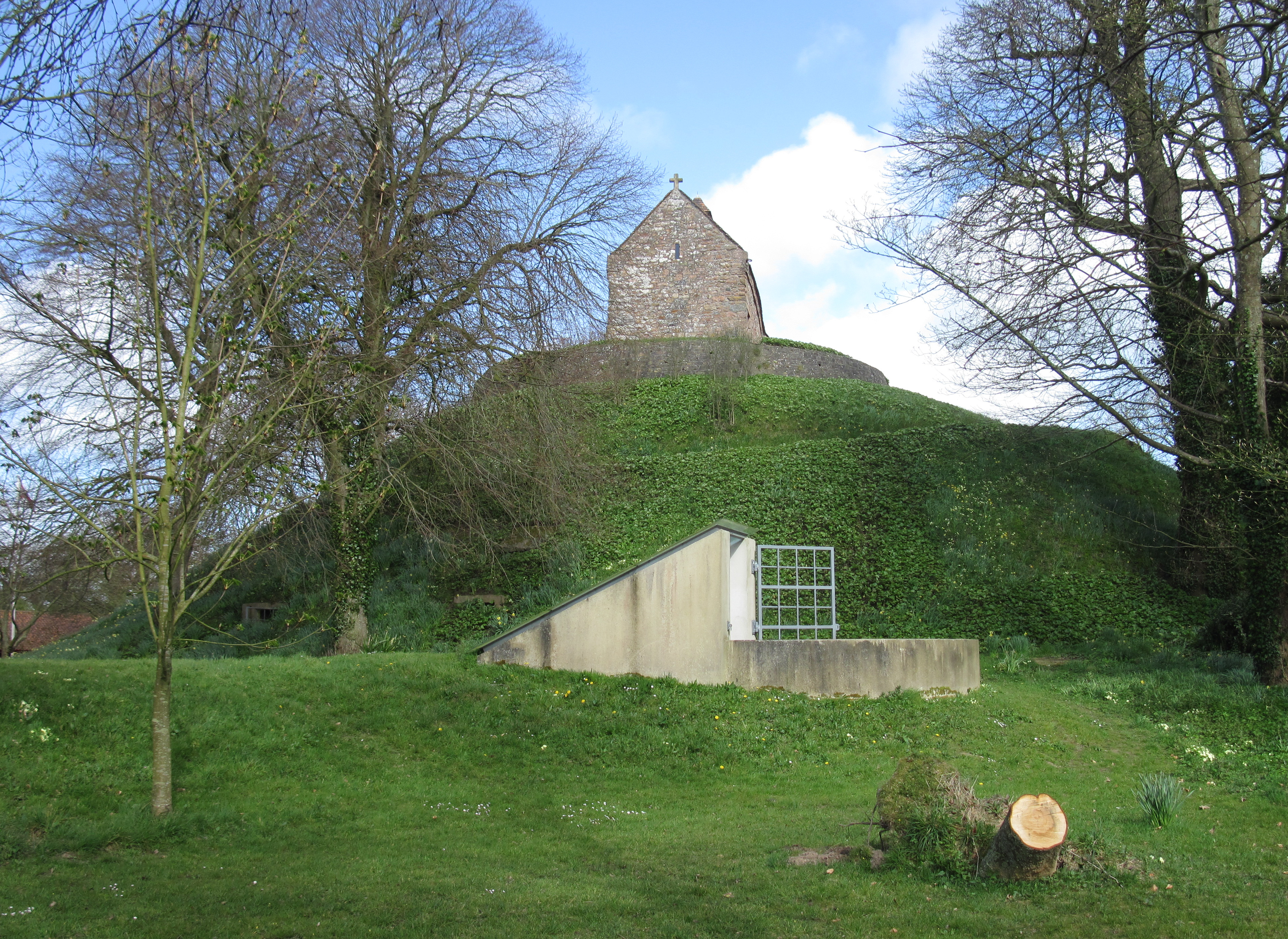
Widok na kurhan z kaplicą na szczycie i wejście do niemieckiego bunkru